# Lana Del Rey (EP)
Lana Del Rey – EP amerykańskiej wokalistki Lany Del Rey, wydany 10 stycznia 2012 roku przez wydawnictwo muzyczne Interscope Records. Minialbum zawiera 4 kompozycje wokalistki. EP zadebiutował na liście przebojów Billboard 200 na 20. pozycji.

## Lista utworów
Opracowano na podstawie materiału źródłowego.
1. "Video Games" – 4:41
2. "Born to Die" – 4:45
3. "Blue Jeans" – 3:30
4. "Off to the Races" – 5:01

## Pozycje na listach
| Lista przebojów       | Pozycja |
| --------------------- | ------- |
| US Billboard 200      | 20      |
| US Rock Albums        | 6       |
| US Alternative Albums | 6       |
| Canadian Albums Chart | 18      |